# 共軌組態
共軌組態在天文學中是一種有著與其母體相同 (或常相似) 軌道距離天體的集合 (像是小行星、衛星或是行星)。共軌天體是處於1:1平均軌道共振。
特洛伊天體與大天體共享軌道，但是不會與母天體發生碰撞，因為它們的軌道環繞在兩個穩定的拉格朗日點，L4和L5，位於母天體軌道的前方60°和後方60° (特洛伊點)。
交換軌道是一對天體在相互接近時互換彼此的半長軸或軌道離心率。

## 特洛伊小行星
已知有數千顆特洛伊小行星，它們和太陽的距離與母行星一樣。

## 共軌衛星
在太陽系內已知有共軌衛星的行星只有土星，它有三組共軌衛星：
土星的衛星Tethys有兩顆特洛伊衛星 (Telesto和Calypso)，Dione也有兩顆特洛伊衛星 (Helene和Polydeuces)。 
Janus和Epimetheus在相互接近時會交換軌道，詳細的說明請參見土衛十和土衛十一的軌道關係。

## 共軌行星
曾經報告發現共軌道的系外行星，但後來又撤消了。
除了像土衛十與土衛十一互換半長軸之外，另一種可能是有相同的軸，但是互換離心率。
一顆靠近恆星的氣體巨星特洛伊行星可能會有適居帶。

### 地-月系統的形成
依據大碰撞說，地球的衛星月球，是在兩顆共軌天體－忒亞，相信是火星大小的天體，與原始地球－受到其他行星的攝動，導致忒亞離開了特洛伊點而發生碰撞後形成的。

## 外部連結
- A Search for Trojan Planets （页面存档备份，存于） Web page of group of astronomers searching for extra-solar Trojan Planets at Appalachian State University